# Бамбучёк
Бамбучёк — село в Холмском городском округе Сахалинской области России, в 20 км от районного центра.
В селе находится известная многим горожанам Холмска туристическая база.

## География
Находится на берегу реки Лютоги. 

## История
До 1945 года принадлежало японскому губернаторству Карафуто и называлось Минамисэн (яп. 南線).

## Население
| 2002 | 2010 | 2013 | 2021 |
| ---- | ---- | ---- | ---- |
| 28   | ↘13  | ↗17  | ↘5   |

По переписи 2002 года население — 28 человек (13 мужчин, 15 женщин). Преобладающая национальность — русские (15 %).